# Сіємреап (провінція)
Сіємреа́п (кхмер. ខេត្តសៀមរាប) — провінція (кхет) у північно-західній частині Камбоджі.
Назва провінції означає буквально «Сіам переможений».

## Географія
Провінція розташована на рівнині, обмеженій з півдня озером Тонлесап. Найбільш значущою височиною є лісисте плато Кулен на північному сході висотою близько 400 м.

## Історія
802 року правитель Кхмерської імперії Джаяварман II на плато Кулен проголосив себе девараджею, королем-богом. Та дата вважається моментом заснування імперії.
На території провінції розташовувались кілька стародавніх столиць держави — Махендрапура (на плато Кулен), Харіхаралайя (нині містечко Ролуох) і священне місто Ангкор, руїни якого розташовані за кілька кілометрів на північ від сучасного міста Сіємреап.

## Адміністративний поділ
Провінція складається з 12 округів, 100 комун і 907 сіл.
| Код  | Назва         | Оригінал |
| ---- | ------------- | -------- |
| 1701 | Ангкор Чум    | អង្គរជុំ    |
| 1702 | Ангкор Тхом   | អង្គរធំ    |
| 1703 | Бантеай Срей  | បន្ទាយស្រី   |
| 1704 | Тьї Краєнг    | ជីក្រែង     |
| 1706 | Кралань       | ក្រលាញ់     |
| 1707 | Пуок          | ពួក       |
| 1709 | Прасат Баконг | ប្រាសាទបាគង  |
| 1710 | Сіємреап      | សៀមរាប     |
| 1711 | Соут Ніком    | សូត្រនិគម   |
| 1712 | Срей Снам     | ស្រីស្នំ     |
| 1713 | Свай Ли       | ស្វាយលើ     |
| 1714 | Варін         | វារីន      |